# Real Cool World (The Greatest Show on Earth)
"Real Cool World" is een nummer van de Britse band The Greatest Show on Earth. Het verscheen op hun debuutalbum Horizons uit 1970. Dat jaar werd het uitgebracht als de eerste single van het album.

## Achtergrond
"Real Cool World" is geschreven door zanger en gitarist Garth Watt-Roy en geproduceerd door Jonathan Peel. Het nummer wordt gekenmerkt door het snelle tempo en het gebruik van een elektronisch orgel.
"Real Cool World" was de enige hit van The Greatest Show on Earth. Hoewel het in het Verenigd Koninkrijk geen hitlijsten behaalde, werd het wel enkele keren op BBC Radio 1 gedraaid. In andere Europese landen was de single wel populair, waardoor zij enige aandacht kregen en voor optredens gevraagd werden. Het bereikte in Nederland de zevende plaats in zowel de Top 40 als de Hilversum 3 Top 30, terwijl in Vlaanderen de twintigste positie in een voorloper van de Ultratop 50 werd gehaald.

## Hitnoteringen

### Nederlandse Top 40
| Hitnotering: 06-06-1970 t/m 25-07-1970 | Hitnotering: 06-06-1970 t/m 25-07-1970 | Hitnotering: 06-06-1970 t/m 25-07-1970 | Hitnotering: 06-06-1970 t/m 25-07-1970 | Hitnotering: 06-06-1970 t/m 25-07-1970 | Hitnotering: 06-06-1970 t/m 25-07-1970 | Hitnotering: 06-06-1970 t/m 25-07-1970 | Hitnotering: 06-06-1970 t/m 25-07-1970 | Hitnotering: 06-06-1970 t/m 25-07-1970 | Hitnotering: 06-06-1970 t/m 25-07-1970 |
| Week                                   | 1                                      | 2                                      | 3                                      | 4                                      | 5                                      | 6                                      | 7                                      | 8                                      |                                        |
| -------------------------------------- | -------------------------------------- | -------------------------------------- | -------------------------------------- | -------------------------------------- | -------------------------------------- | -------------------------------------- | -------------------------------------- | -------------------------------------- | -------------------------------------- |
| Nummer                                 | 31                                     | 16                                     | 9                                      | 7                                      | 9                                      | 15                                     | 30                                     | 38                                     | uit                                    |

### Hilversum 3 Top 30
| Hitnotering: 13-06-1970 t/m 18-07-1970 | Hitnotering: 13-06-1970 t/m 18-07-1970 | Hitnotering: 13-06-1970 t/m 18-07-1970 | Hitnotering: 13-06-1970 t/m 18-07-1970 | Hitnotering: 13-06-1970 t/m 18-07-1970 | Hitnotering: 13-06-1970 t/m 18-07-1970 | Hitnotering: 13-06-1970 t/m 18-07-1970 | Hitnotering: 13-06-1970 t/m 18-07-1970 |
| Week                                   | 1                                      | 2                                      | 3                                      | 4                                      | 5                                      | 6                                      |                                        |
| -------------------------------------- | -------------------------------------- | -------------------------------------- | -------------------------------------- | -------------------------------------- | -------------------------------------- | -------------------------------------- | -------------------------------------- |
| Nummer                                 | 15                                     | 8                                      | 8                                      | 7                                      | 13                                     | 22                                     | uit                                    |

### NPO Radio 2 Top 2000
Real Cool World stond alleen in 2000 in de NPO Radio 2 Top 2000, op plek 1463.